# 承德城隍庙
承德城隍庙，位于中国河北省承德市双桥区，1993年7月15日公布为河北省文物保护单位，2006年5月25日公布为第六批全国重点文物保护单位。